# Cerro Lo Aguirre
El cerro Lo Aguirre es un cerro isla de la Región Metropolitana de Santiago, en Chile. Administrativamente, su parte norte corresponde a la comuna de Pudahuel, y su parte sur a Maipú. En su ladera nororiente se produce la confluencia del estero Lampa con el río Mapocho, de la misma manera el Zanjón de la Aguada en su ladera suroriente desemboca en el Mapocho, que flaquea el cerro por su costado oriente.

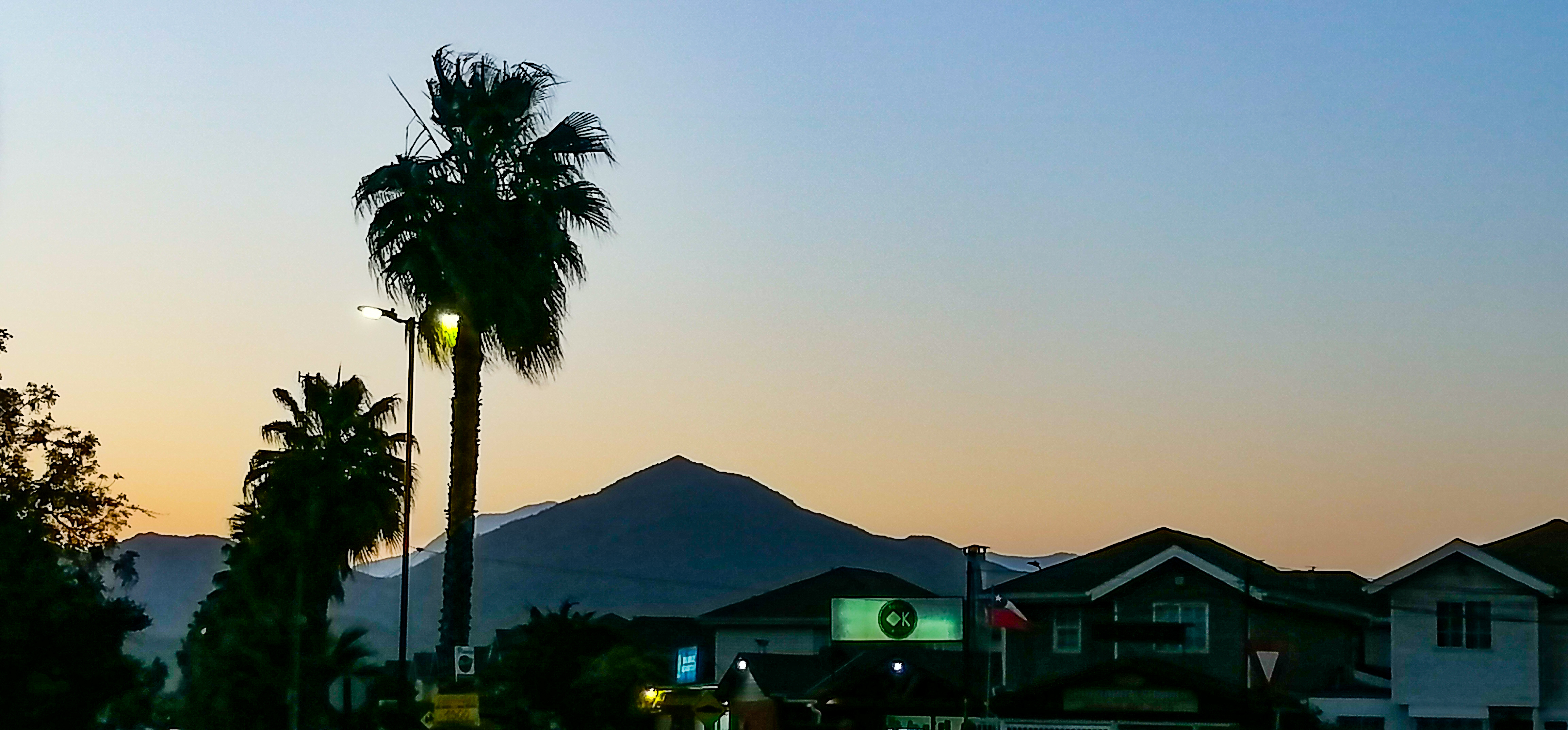
Vista desde Maipú al atardecer

 Consta de tres cumbres principales, de 991 m, 870 m y 616 m. Un pequeño collado en su ladera poniente lo separa del cerro Las Minas, que forma parte de la cordillera de la Costa, mientras que al norte colinda con la Ruta 68.
Al oriente aún se ven vestigios de lo que fue la mina La Africana, que operó extrayendo cobre entre 1957 y 1975. En la actualidad, sus laderas norte y nororiente están urbanizadas, con los proyectos inmobiliarios Ciudad de Los Valles y Lomas de Lo Aguirre, respectivamente.

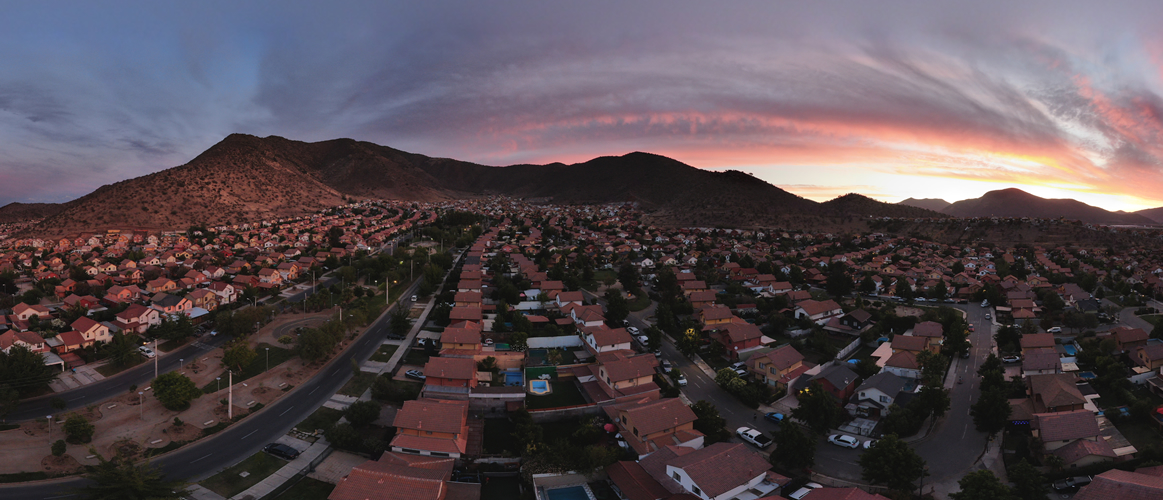
Ciudad de Los Valles